# Wasyl Wojcechowycz
Wasyl Ołeksandrowycz Wojcechowycz (ukr. Василь Олександрович Войцехович, ros. Василий Александрович Войцехович, ur. 5 stycznia 1913 w Krasnokutśku, zm. 21 kwietnia 1987 w Kijowie) – radziecki dowódca partyzancki, major, szef sztabu 1 Ukraińskiej Dywizji Partyzanckiej, Bohater Związku Radzieckiego (1944).
Urodził się w rodzinie ukraińskiego agronoma. W 1927 skończył szkołę w Krasnokutśku, później technikum rolnicze w Bohoduchiwie, pracował jako meliorator na Ukrainie i w Środkowej Azji. W 1939 wstąpił ochotniczo do Armii Czerwonej, 1939-1940 uczestniczył w wojnie z Finlandią, później skończył szkołę artylerii w Sumach i został skierowany do 117 pułku artylerii 8 Dywizji Piechoty w Zachodnim Specjalnym Okręgu Wojskowym, w lutym 1941 został dowódcą plutonu w 1 pułku haubic 1 Korpusu Piechoty. Po ataku Niemiec na ZSRR brał udział w walkach, w lipcu 1941 mianowano go dowódcą baterii sztabowej, w sierpniu 1941 podczas walk w rejonie Mohylewa został ranny i wzięty do niewoli. Wysłano go do obozu jenieckiego na terytorium okupowanej Polski, jednak w drodze zdołał zbiec i dotrzeć do rejonu putywelskiego w obwodzie sumskim. 12 lutego 1942 w lasach spotkał się ze zwiadowcami oddziału partyzanckiego Sidora Kowpaka, po czym wstąpił do tego oddziału. Został pomocnikiem dowódcy kompanii, w marcu 1942 pomocnikiem szefa sztabu putywelskiego oddziału partyzanckiego, 25 września 1943 szefem sztabu zgrupowania oddziałów partyzanckich obwodu sumskiego, a w styczniu 1944 szefem sztabu 1 Ukraińskiej Dywizji Partyzanckiej dowodzonej przez Petra Werszyhorę. Brał udział w operacjach bojowych oddziałów Kowpaka, w tym w rajdzie karpackim i rajdzie polskim. W jednej z walk był ranny, wskutek czego został inwalidą i po wojnie nie kontynuował służby wojskowej, a we wrześniu 1947 przeszedł na wcześniejszą emeryturę. Pracował w systemie gospodarki leśnej, był dyrektorem przedsiębiorstwa leśnego w obwodzie zakarpackim, a także członkiem Kolegium Ministerstwa Gospodarki Leśnej. W 1950 ukończył wyższe kursy leśnicze przygotowania kadr kierowniczych Ministerstwa Gospodarki Leśnej, w 1966 zaczął zajmować się działalnością literacką, został członkiem Związku Pisarzy Ukraińskiej SRR.

## Odznaczenia
- Złota Gwiazda Bohatera Związku Radzieckiego (7 sierpnia 1944)
- Order Lenina (dwukrotnie)
- Order Czerwonej Gwiazdy
- Order Virtuti Militari (Polska Ludowa)

I medale.